# Hermann Schirmacher
Hermann Schirmacher (* 2. Juli 1857 in Elbing; † 18. März 1925) war ein deutscher Reichsgerichtsrat.
1879 wurde der Preuße Schirmacher vereidigt. 1887 wurde er Amtsrichter. 1891 erfolgte die Ernennung zum Landrichter. 1899 wurde er zum Landgerichtsrat in Stettin ernannt. 1904 wurde er zum Oberlandesgerichtsrat befördert. 1910 wurde er an das Reichsgericht berufen. Er war bis zu seinem Tod 1925 im VII. Zivilsenat beschäftigt.